# Cedillo
Cedillo (grafia alternativa em português: Cedilho) é um município raiano da Espanha na comarca de Valência de Alcântara, província de Cáceres, comunidade autónoma da Estremadura. Tem 61,6 km² de área e em 2021 tinha 424 habitantes (densidade: 6,9 hab./km²).
O município também é conhecido no lado português da fronteira como Casalinho. É um território espanhol com forte presença da língua portuguesa, que foi a língua quotidiana até meados do século XX, altura em que começa a desaparecer devido principalmente à emigração (para o País Basco e estrangeiro) e à escolarização (exclusivamente em castelhano). Na actualidade, só as pessoas de mais de sessenta anos falam em português. As novas gerações estudam português na escola, mas como língua estrangeira, não como língua materna. O português falado em Cedilho era igual (com alguns castelhanismos) ao das regiões do Alto Alentejo e Beira Baixa.
Na actualidade, o rasto do português é visível no léxico, nos topónimos, e na pronúncia dos cedilheros, que são confundidos com galegos em muitas ocasiões. O estudo filológico mais completo do falar desta vila é "Falares de Herrera e Cedilho", de Maria da Conceição Vilhena, onde estuda os falares cedilhero e o "firrerenho" de Herrera de Alcántara (vila de origens portuguesas).

## História
O território do actual Cedilho aparece povoado já na Pré-História. Prova disso são as inúmeras antas presentes em todo o município. Cedilho aparece na história como uma pequena povoação dependente de Herrera de Alcántara, da qual se autonomiza no século XIX constituindo-se em município independente.
O nome Cedilho tem a ver, segundo o investigador local Júlio Rosa Roque, com o termo "cedido" por ter sido este território cedido pela coroa de Portugal a Espanha. O nome que davam os habitantes desta vila e das povoações portuguesas vizinhas (Montalvão, São Simão, Monte Fidalgo, etc.) a Cedilho era Casalinho, por ser um pequeno lugarejo, uma pequena povoação. Outra hipótese sugere que o termo "casalinho" deriva do facto de os primeiros habitantes da vila serem um casal de pescadores portugueses do rio Tejo.
Na actualidade, as raízes portuguesas continuam vivas, o padroeiro é Santo António, a padroeira é a Virgem de Fátima. Uma das principais festas é o "Enfarinhamento" que também tem origens portuguesas.

## Demografia
| Variação demográfica do município entre 1991 e 2008 | Variação demográfica do município entre 1991 e 2008 | Variação demográfica do município entre 1991 e 2008 | Variação demográfica do município entre 1991 e 2008 | Variação demográfica do município entre 1991 e 2008 |
| --------------------------------------------------- | --------------------------------------------------- | --------------------------------------------------- | --------------------------------------------------- | --------------------------------------------------- |
| 1991                                                | 1996                                                | 2001                                                | 2004                                                | 2008                                                |
| 605                                                 | 581                                                 | 554                                                 | 563                                                 | 518                                                 |